# Mont Ponyaoromappu
Le mont Ponyaoromappu (ポンヤオロマップ岳, Ponyaoromappu-dake) est une montagne culminant à 1 405 m d'altitude dans les monts Hidaka en Hokkaidō au Japon.